# Clara Novello
Clara Anastasia Novello, contessa Gigliucci (Londra, 10 giugno 1818 – Roma, 12 marzo 1908), è stata un soprano inglese. Cantò in tutta Europa dal 1833. Sposò il conte Gigliucci nel 1843, e si ritirò dalle scene nel 1861.

## Biografia
Nacque a Oxford Street, Londra, il 10 giugno del 1818, quarta figlia di Vincent Novello e di sua moglie Mary Sabilla Hehl. Mary Victoria Cowden Clarke era sua sorella primogenita. Clara fu educata al canto a York, già dalla gioventù. Fu allieva di Betsy Hill (cantante), e di John Robinson, organista della cappella cattolica romana del luogo. I suoi talenti artistici si rivelarono quando la Hill fu improvvisamente indisposta un giorno di Pasqua: Clara propose di cantare tutte le sue parti a memoria e lo fece con successo. Nel 1829, diventò allieva dell'Institution royale de musique classique et religieuse di Choron, a Parigi: rammentava quel momento con gratitudine; la musica di Giovanni Pierluigi da Palestrina era all'epoca molto popolare e Clara attribuiva il suo perfetto sostenuto, agli esercizi nel cantare i motetti dell'autore del '500.
In seguito alla rivoluzione del 1830 l'istituto andò in declino, e Clara ritornò in Inghilterra.

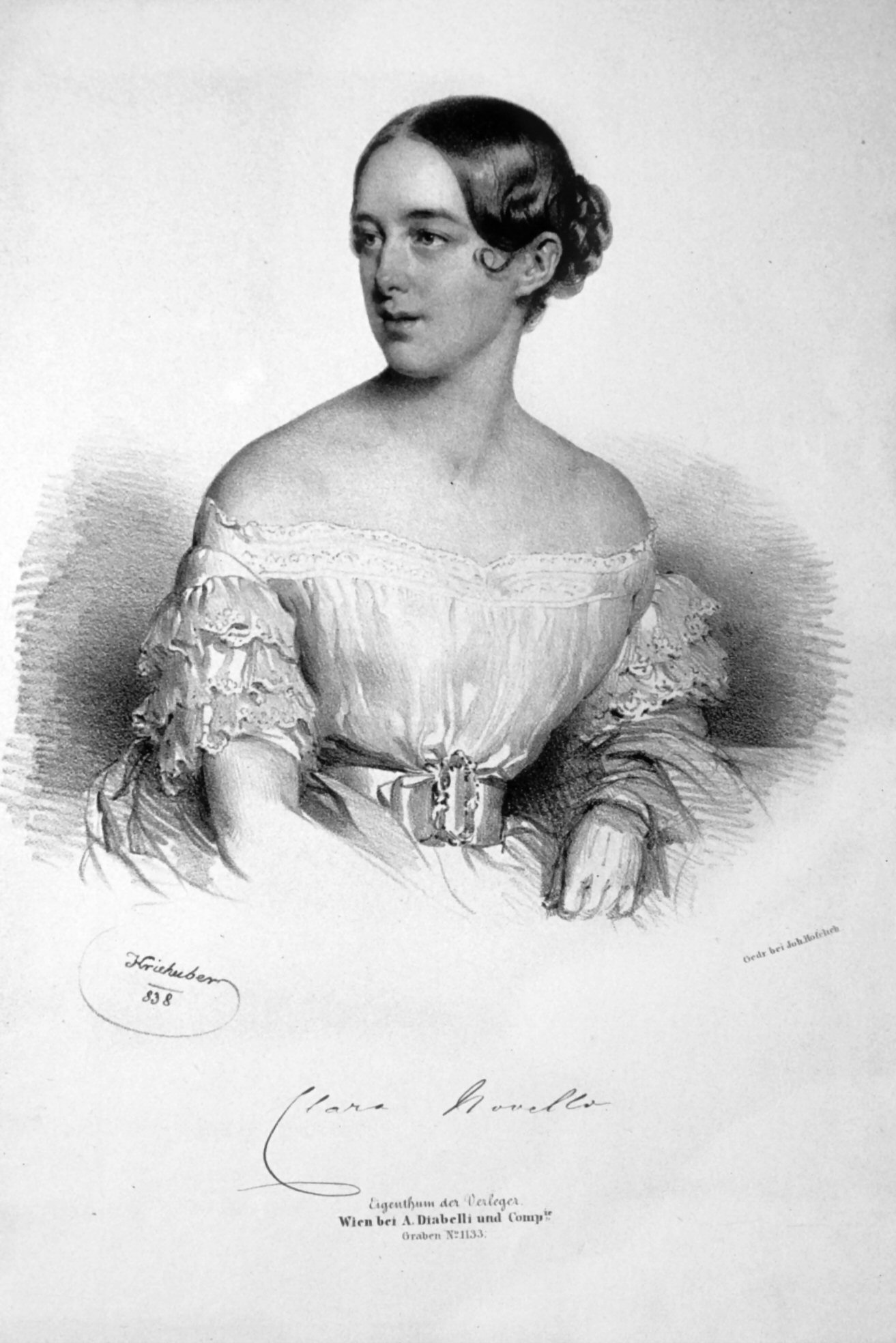
Clara Novello, litografia di Josef Kriehuber, 1838

Il 22 ottobre 1832, quattordicenne, fece il suo esordio in un concerto a Windsor, ottenendo un pieno successo; a dicembre cantò la parte del soprano nella Missa Solemnis di Beethoven. Fu presto annoverata fra i primi cantanti del momento, e scritturata per la serie degli Ancient Concerts, nel Philharmonic Concerts, e nel Three Choirs Festival. Cantò in un sestetto assieme al soprano Giulia Grisi, per la commemorazione di Händel, nel giugno del 1834; Lord Mount-Edgcumbe la descrisse allora come: 
 Amico del padre, lo scrittore Charles Lamb, benché non specialista di musica, scrisse alcune righe su di lei, poi pubblicate nell'Athenæum, il 26 luglio 1834.
Rimase senza rivali col ritiro della connazionale cantante lirica Catherine Stephens, nel 1835, e assunse il ruolo principale di soprano in tutti i più importanti concerti d'Inghilterra. La musica di Händel si confaceva particolarmente al suo stile. Al Manchester Festival del settembre 1836, ricevette molti consigli utili da Maria Malibran.

### Carriera internazionale
Nel 1837, Felix Mendelssohn la invitò ai concerti della Gewandhaus a Lipsia, dove apparve il 2 novembre 1837, e diverse altre volte in seguito. Fu ben accolta e riuscì a far apprezzare al pubblico tedesco le parti in assolo di Händel. Schumann dichiarò che nulla degli anni passati gli aveva dato tanto piacere come la voce di Miss Novello, « ogni nota chiaramente definita come sulla tastiera ». Mendelssohn scrisse che Clara Novello e Mary Shaw (che cantò l'inverno successivo) « sono le migliori cantanti di concerti che abbiamo ascoltate in Germania da molto tempo ». Ella cantò anche a Berlino, Dresda, Praga, Vienna e Monaco.
Dopo aver fatto visita a Gioachino Rossini a Bologna, le fu consigliato di studiare l'opera per un anno; prese lezioni dal compositore Alexandre de Micheroux, a Milano.
,

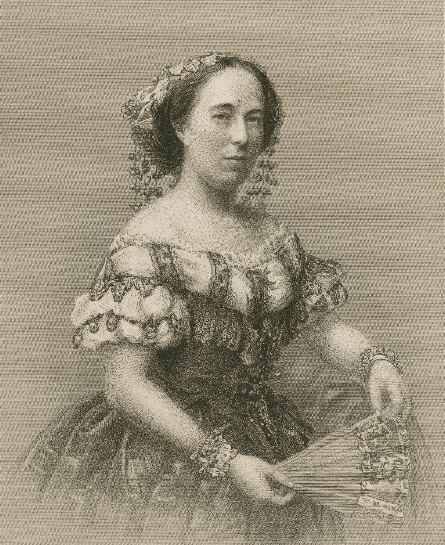
Stampa del 1863 d'un ritratto di Clara Novello

Nel 1839, fece ancora una volta una tournée di concerti, viaggiando lungo il Reno fino a Düsseldorf, poi, attraverso la Germania settentrionale, fino a Berlino, e da lì sino a San Pietroburgo. La sua prima apparizione sul palco fu a Padova nella Semiramide di Rossini, il 6 luglio del 1841. Seguirono successi a Roma, Genova e altre grandi città italiane; Rossini la invitò appositamente ad eseguire la parte di soprano nel suo Stabat Mater appena completato.

### 1843
A causa di un problema organizzativo, fu annunciata a cantare in due luoghi distinti (Roma e Genova), durante il carnevale del 1843; le autorità romane le rifiutarono il permesso di lasciare il territorio e la arrestarono a Fermo. Fece appello, in quanto cittadina britannica, a Lord Aberdeen, allora Segretario di Stato per gli Affari Esteri d'Inghilterra, e la questione fu risolta tramite arbitrato.
Il conte Giovan Battista Gigliucci, allora governatore di Fermo, si innamorò della sua prigioniera; ella accettò di sposarlo non appena gli impegni professionali lo avessero permesso. Alla sua ultima apparizione a Roma, la Novello fu richiamata ventinove volte; ebbe successo anche a Genova.
Tornò in Inghilterra e apparve al teatro Drury Lane, anche in Acis e Galatea di Händel, nella Sacred Harmonic Society e in altri concerti. Sposò il conte Gigliucci nella chiesa parrocchiale di Paddington, e si ritirò con lui in Italia.

### 1848-1860
Durante i disordini del 1848 la loro proprietà fu confiscata e la contessa decise di riprendere le apparizioni pubbliche. Nel 1850, cantò a Roma; poi a Lisbona, e il 18 luglio del 1851 riapparve a Londra, cantando nel Messiah di Händel, all'Exeter Hall. Assunse il posto di primo soprano nei concerti inglesi, apparendo ancora una volta ne I puritani al Drury Lane, il 5 luglio 1853. A Milano, cantò durante il carnevale dal 1854 al 1856.
In Inghilterra il suo canto era considerato l'incarnazione delle migliori tradizioni dello stile handeliano; come Gertrud Elisabeth Mara e Angelica Catalani prima, e la Lemmens-Sherrington dopo, si distinse in modo particolare nella sua interpretazione di « I know that my Redeemer liveth (So che il mio Redentore vive) ». Partecipò all'inaugurazione del Crystal Palace, il 10 giugno 1854, con successo; fu ancora applaudita all'Händel Festival nel giugno del 1859. Decise quindi di ritirarsi.
Dopo aver cantato nel Messiah di Händel al Crystal Palace, fece la sua ultima apparizione in un concerto di beneficenza al St. James's Hall, il 21 novembre 1860.

### Morte
Visse con suo marito fra Roma e Fermo. Egli morì il 29 marzo 1893, lei il 12 marzo del 1908 (entrambi a Roma), lasciando la figlia Valeria.

## Interpretazioni

### Ruoli interpretati
- Teresa Navagero in Antonio Foscarini di Carlo Cohen, nel Teatro comunale di Bologna, il 18 novembre 1841 e per l'autunno[5][6].
- Il ruolo del titolo in Virginia di Alessandro Nini, al Teatro Carlo Felice di Genova, il 21 febbraio 1843[7].
- Rachele ne Il convito di Baldassarre di Antonio Buzzi, alla Scala di Milano, il 26 dicembre 1853[8] e per carnevale[9].
- Il ruolo del titolo nellʾOttavia di Gualtiero Sanelli, alla Scala di Milano, il 11 febbraio 1854 e per carnevale[10].

### Altri
- Il ruolo titolo nella Semiramide di Rossini, a Padova, il 6 luglio 1841[3].
  - e di nuovo al Real teatro de San Carlos di Lisbona, nel 1851[11].
- Il ruolo del titolo in Eustorgia da Romano di Gaetano Donizetti, al Teatro comunale di Bologna, per l'autunno 1841[12].
- Berta ne I normanni a Parigi di Saverio Mercadante, al Teatro comunale di Modena, per la primavera 1842[13].
- Il ruolo del titolo nella Saffo di Giovanni Pacini, al Teatro dell'Aquila di Fermo per agosto 1842[14].
- Paolina nel Poliuto di Gaetano Donizetti, al Gran teatro Apollo di Roma, il 26 dicembre 1849 e per carnevale[15].
- Il ruolo del titolo nella Luisa Miller di Giuseppe Verdi, al Gran teatro Apollo di Roma, per carnevale 1853-1854[16].
- Aganadeca in Fingal di Pietro Antonio Coppola, nel Real Teatro de San Carlos di Lisbona, in 1851[17].
- Il ruolo del titolo nella Fausta di Gaetano Donizetti, al real Teatro de San Carlos, in 1851[18].